# Domenico Morosini (Doge)

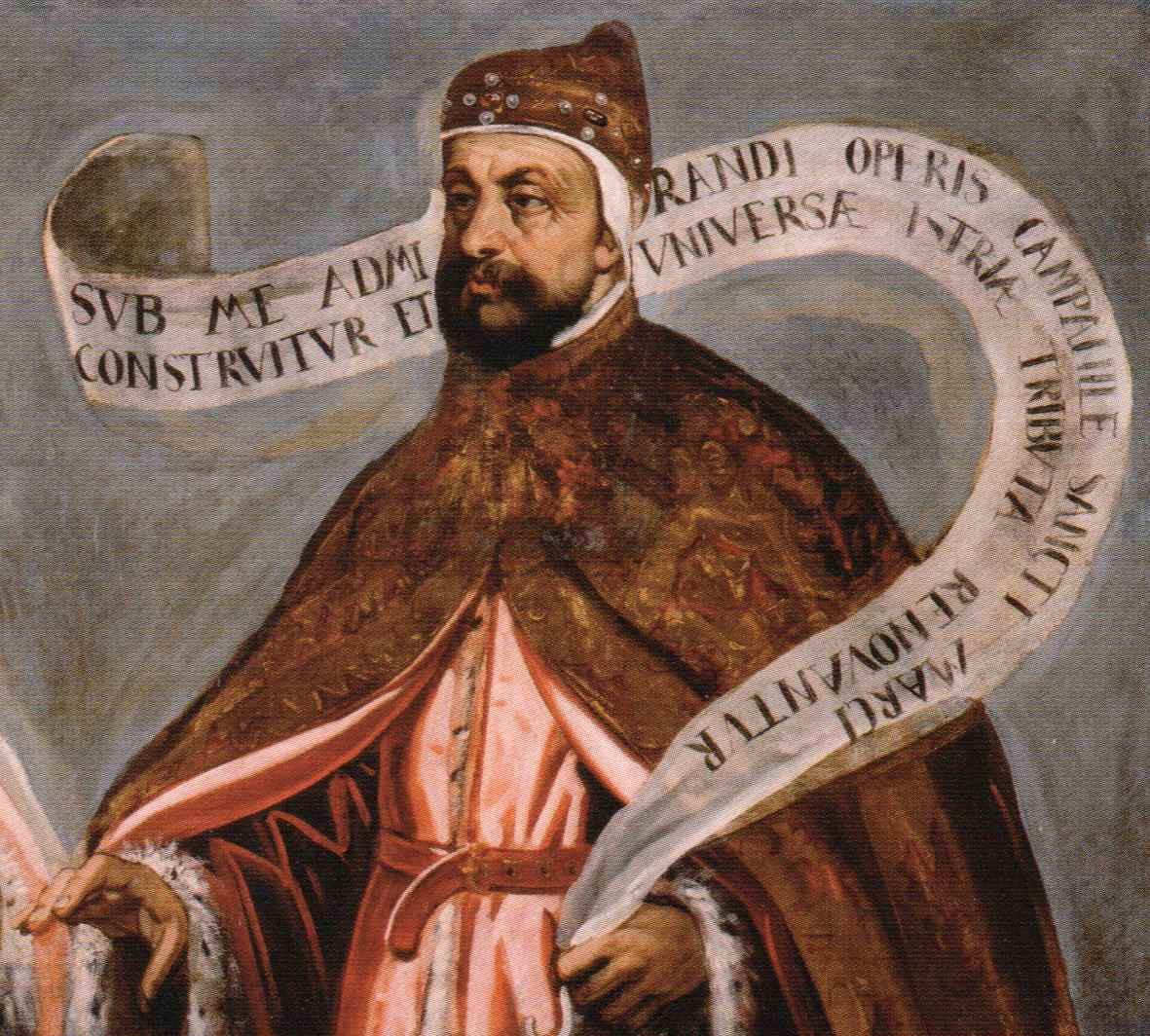
Domenico Tintoretto: Abbildung Morosinis im Saal des Großen Rates. Sie ist eines der 115 Dogenporträts im Dogenpalast, wobei das Aussehen der Dargestellten meist unbekannt war, denn das Werk entstand erst im späten 16. Jahrhundert. Das Spruchband nennt, wie bei fast allen Dogen, die Leistungen seiner Regierungszeit, die in den Augen der staatlich kontrollierten Geschichtsschreibung der Republik Venedig von Bedeutung waren, und die allen Angehörigen des Großen Rates damit dauerhaft vor Augen standen.

Domenico Morosini († Februar 1156 in Venedig) regierte von 1148 bis 1156 Venedig. Nach der historiographischen Tradition, wie die staatlich gesteuerte Geschichtsschreibung der Republik Venedig genannt wird, war Morosini ihr 37. Doge.
Gleich zu Beginn seiner Herrschaft besiegte die verbündete venezianisch-byzantinische Flotte die Normannen Süditaliens. Mit König Wilhelm I. von Sizilien, mit dessen Normannenreich man seit langem im Krieg stand, kam es zu einem Friedensschluss, der die Herrschaft Venedigs in der oberen Adria sicherte, auch wenn es auf Istrien Widerstand dagegen gab. Venedigs Einfluss in der Adria erstreckte sich nun ungehindert bis in die Marken und nach Dalmatien, wo es jedoch zum Konflikt mit Ungarn kam. Dort gelang die Unterstellung der venezianischen Kirche Dalmatiens unter den Patriarchen von Grado. Ein Vertrag mit dem römisch-deutschen König Friedrich Barbarossa erkannte Venedigs überkommene Handelsprivilegien an, was die Mittlerstellung als Handelsdrehschreibe zwischen dem östlichen Mittelmeerraum und dem lateinischen Westen stabilisierte.
Die Macht des Dogen innerhalb der Republik Venedig wurde durch eine neue Eidesleistung eingeschränkt, zugleich wurden ihm einflussreiche Berater beigegeben. Darüber hinaus wurde die Erblichkeit des Dogenamtes, die schon seit langem verboten war, endgültig unterbunden. Das Bündnis mit Byzanz, nach Auffassung eines Teils der führenden Köpfe ein Bündnis mit Schismatikern, führte zu heftigen internen Konflikten. Der Papst verhängte das Interdikt über Venedig. 1150 gelang durch ein Eheprojekt ein Ausgleich zwischen den streitenden Familien, die Venedig dominierten.

## Familie, Herkunft, Aufstieg
Die Morosini sind seit dem 10. Jahrhundert in Venedig nachgewiesen, sie gehören zu den zwölf noblen Häusern Venedigs und damit zu den ältesten und vornehmsten Mitgliedern des Großen Rats der Republik Venedig (siehe: Patriziat von Venedig). Aus der Familie sind neben mehreren Feldherren und Flottenführern zwei Kardinäle, ein Patriarch und insgesamt vier Dogen hervorgegangen: Nach Domenico waren dies die Dogen Marino Morosini (1249–1253) und Michele Morosini, der nur vier Monate nach seiner Wahl im Jahre 1382 an der Pest starb, sowie der wegen seiner militärischen Verdienste mit dem Ehrentitel Il Peloponnesiacus ausgezeichnete Francesco Morosini (1688–1694).
Über die Zeit vor Domenicos Wahl ist wenig bekannt. 1124 hielt er sich in Tyros auf, 1147 reiste er mit einem weiteren Gesandten nach Konstantinopel.
Als Sohn des Pietro oder, wie andere behaupten, des Francesco Morosini, gehörte Domenico einem Zweig (ramo) der Morosini-Familie an, die im Wappen ein blaues Band auf goldfarbenem Grund führte. Sein Geburtsdatum ist nicht überliefert. Von der Familie seiner Ehefrau Sofia, die im selben Grab beigesetzt wurde, ist nichts bekannt. Ihr Name erscheint nur in einer Inschrift auf diesem gemeinsamen Grab, ansonsten ist über sie nichts überliefert. Ihr gemeinsamer Sohn Domenico wurde später, nämlich 1170 bis 1171, als Schiffsführer gegen Zara ausgesandt. 1172 erscheint er unter den elf Wählern des Dogen Sebastiano Ziani, somit des Nachfolgers seines Vaters im höchsten Amt. Neben Domenico und Marino hatte der Doge wahrscheinlich drei weitere Söhne namens Giovanni, Marco und Roberto (vielleicht noch einen Morosino, doch handelt es sich in diesem Fall wohl um eine Verwechslung mit Domenico). Auch hatten Sofia und Domenico eine Tochter, die in zweiter Ehe den Dogen Pietro Polani heiratete.
In den Quellen erscheint Domenico Morosini zum ersten Mal 1124, wie die Inschrift auf seinem Grab ausweist, nämlich als „primus expugnator“ der Stadt Tyros. Die Eroberung dieser Stadt erfolgte am Ende eines Flottenunternehmens, das der Doge Domenico Michiel ins Heilige Land geführt hatte. Diese Flotte, auf Bitten Balduins II. von Jerusalem aufgelegt, war am 8. August 1122 von Venedig aufgebrochen. Weil Byzanz 1119 die Erneuerung des umfassenden Handelsprivilegs von 1082 verweigert hatte, griff die Flotte unterwegs das byzantinische Korfu an, musste jedoch unverrichteter Dinge die Belagerung des Hauptortes abbrechen und im Frühjahr 1123 weiter in die Levante fahren, wo sie Ende Mai ankam. Nach mehreren Siegen begann am 15. Februar 1124 die besagte Belagerung von Tyros, das am 7. Juli kapitulierte. Auf der Rückfahrt wurde das byzantinische Rhodos geplündert. Von der Basis auf Chios attackierten die Venezianer Samos, Lesbos und Andros. Im August 1126 sah sich Kaiser Johannes II. Komnenos gezwungen, Venedigs Privilegien anzuerkennen.

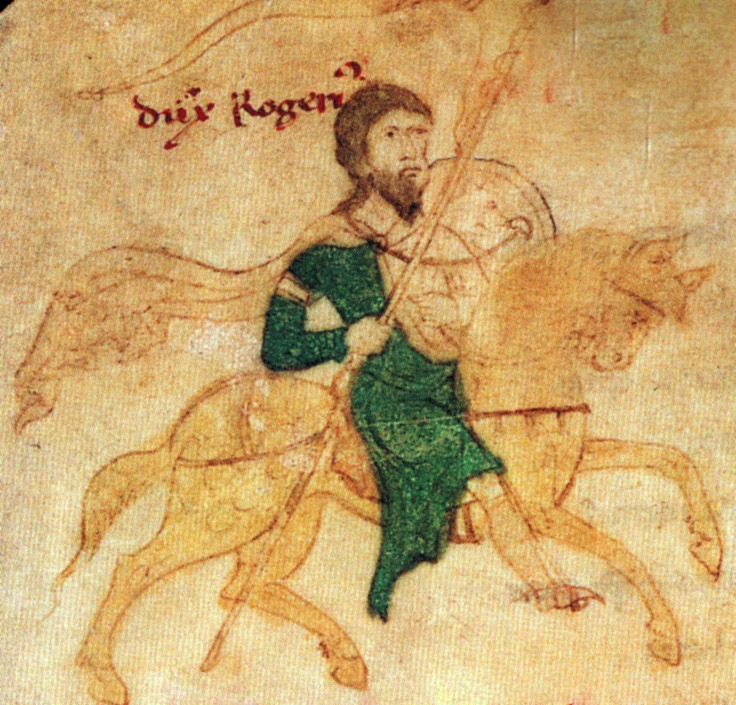
Roger II., normannischer König Süditaliens (1130–1154); Abbildung aus dem Liber ad honorem Augusti des Petrus de Ebulo, 1196

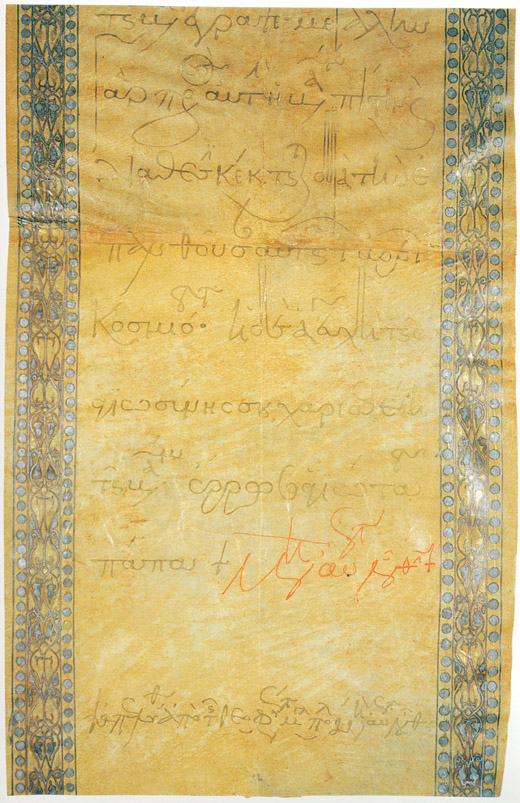
Teil des Antwortschreibens des byzantinischen Kaisers Manuel Komnenos an Papst Eugen III. zur Kreuzzugsfrage vom August 1146. Das 1144 verlorengegangene Edessa, das von Truppen des französischen Königs Ludwig VII. zurückerobert werden sollte, gab den Anlass zu diesem Schriftwechsel. Manuel erklärt darin seine Bereitschaft die französische Armee zu empfangen und zu unterstützen, doch beklagt er zugleich, er habe den Brief von einem Gesandten des französischen Königs und nicht unmittelbar vom Papst erhalten. Der aus einer Pergamentrolle aus neun Einzelpergamenten bestehende, vom Kaiser abgefasste Brief befindet sich im Vatikanischen Geheimarchiv, ASV, A.A. Arm. I‑XVIII, 404. Die Rolle ist 440 cm lang und 38 cm breit. Der Ausschnitt zeigt den Übergang vom griechischen (49 Zeilen) zum lateinischen (13 Zeilen) Teil des Schreibens, dazwischen die eigenhändige Beglaubigung des Kaisers in Zinnoberrot, bestehend aus der Angabe des Monats und der Indiktion.

Im September 1147 hielt sich Domenico Morosini als Gesandter des Dogen Pietro Polani, zusammen mit Andrea Zeno, in Konstantinopel auf. Die beiden Männer sollten die Bedingungen für eine Militärallianz gegen die Normannen Süditaliens aushandeln, die den Durchzug des Zweiten Kreuzzuges zu ihrem Vorteil ausgenutzt und Korfu in einem Überraschungsangriff eingenommen hatten. Der seit 1143 als Nachfolger Johannes’ II. herrschende Kaiser Manuel I. Komnenos hatte Gesandte nach Venedig geschickt, die dort um Hilfe ersuchten. Im Oktober 1147 schlossen die beiden Venezianer mit dem Kaiser einen Vertrag, der Abgabenfreiheit auch auf Kreta und Zypern (durch ein Chrysobull, durch das die lateinische Fassung überliefert ist) im Austausch gegen Flottenhilfe vorsah. Im März 1148 gestattete der Kaiser darüber hinaus eine Ausdehnung des venezianischen Händlerquartiers in der Hauptstadt. Die venezianische Flotte war im Winter 1147 auf 1148 aufgelegt worden und sollte unter Führung des Dogen Polani aufbrechen. Doch dieser erkrankte in Caorle, so dass er das Kommando seinem Bruder Giovanni und seinem Sohn Naimerio überlassen musste. Nach Venedig zurückgekehrt, starb der Doge, während die Flotte noch unterwegs war.

## Dogenamt
Domenico Morosini wurde daraufhin zum Dogen gewählt, musste sich aber sogleich dem Kampf gegen die Normannen widmen. Zwar hatte im Frühjahr 1148 sein Vorgänger persönlich das Kommando über die Flotte übernommen, er erkrankte jedoch schwer. Das Kommando hatten daraufhin Domenico und Naimerio Polani, Bruder und Sohn des Dogen, erhalten. Der Doge starb während der laufenden Flottenexpedition zwischen Februar und Juli 1148. Der Widerstand gegen die Venezianer dauerte auf Korfu noch bis zum Sommer 1149 an, als sich die normannische Garnison ergab. Die verbündete venezianisch-byzantinische Flotte gewann vor Kap Malea zudem eine Seeschlacht gegen die Normannen, die König Roger II. ausgesandt hatte, um die griechischen Küsten zu verwüsten. Erst in einem Friedensschluss zwischen der Republik und Wilhelm I. von Sizilien, dem Nachfolger des Ende Februar 1154 gestorben Roger, wurde Venedigs Vorherrschaft in der Adria nördlich von Ragusa gesichert.
Gegen Ende des Krieges rebellierte allerdings die istrische Stadt Pola gemeinsam mit anderen Städten auf der Halbinsel. Morosini schickte eine Flotte von 50 Schiffen unter dem Kommando seines Sohnes Domenico und des Marco Gradenigo. Sie erzwangen die Auflösung des dortigen Städtebundes, so dass sich noch im selben Jahr 1150 Pola, Parenzo, Rovigno, Cittanova und Umago zur Leistung eines Treueids veranlasst sahen. Deren Vertreter unterschrieben am 2. April einen von 17 Personen beeideten Vertrag, den danach auch der Bischof von Pola abzeichnete.
Innenpolitisch gelang es Domenico Morosini, die Spannungen, die sich unter seinem Vorgänger Pietro Polani zwischen den Polani, dem Patriarchen Enrico Dandolo und den Badoer aufgebaut hatten, zu entschärfen und das aufgeheizte Klima zwischen den Parteien zu beruhigen. Die Auseinandersetzungen hatten sich an der Frage entzündet, ob Venedig dem Kaiser von Byzanz Hilfe leisten sollte. Enrico Dandolo, der Patriarch von Grado, und die Badoer hatten dagegen opponiert, Schismatiker zu unterstützen (dieses Schisma bestand bereits seit 1054). Der seinerzeitige Doge Polani ließ seine Gegner ins Exil schicken und die Häuser der Dandolo in der Gemeinde S. Luca abreißen. Dies veranlasste Papst Eugen III. dazu, gegen Venedig das Interdikt zu verhängen. Domenico Morosini gelang es um 1150 zu einem Ausgleich zu gelangen. Dazu sollte eine Tochter des Raniero Polani, Sohn des Dogen Pietro Polani, einen Andrea Dandolo heiraten, Neffe des Patriarchen. Der Patriarch Enrico Dandolo kehrte daraufhin mit allen Verbannten zurück, und die Abmachung fand auch die Zustimmung Papst Eugens.
1152 griff Venedig militärisch gegen Ancona ein, denn diese Stadt hatte sich nach venezianischer Auffassung der Piraterie schuldig gemacht. Unter einem anderen Sohn des Dogen, Marino Morosini, fuhr eine Flotte Richtung Marken. Noch im selben Jahr wurde ein Freundschaftsvertrag geschlossen, der es den Händlern Anconas gestattete, frei in Venedig tätig zu sein; Venedig seinerseits wollte alle Bürger dieser Stadt behandeln, als wären sie Bewohner ‚einer der besten Gemeinden Venedigs‘.
Um die Kontrolle in Dalmatien zu intensivieren, ließ der Doge seinen Sohn Domenico zum Conte (Grafen) von Zara erheben. Doch unterstellten sich Spalato, Traù und Sebenico dem König von Ungarn. Um zu verhindern, dass die Städte einem anderen Erzbistum unterstellt würden, übergab Papst Anastasius IV. 1154 das Pallium dem Bischof von Zara Lampredius (1141 bzw. 1154–1178) und erhob die Stadt zum Sitz des Metropoliten von Dalmatien. 1157 bestätigte dies Papst Hadrian IV. und hielt darüber hinaus fest, dass ganz Dalmatien zur Obödienz des Patriarchen von Grado gehören sollte.

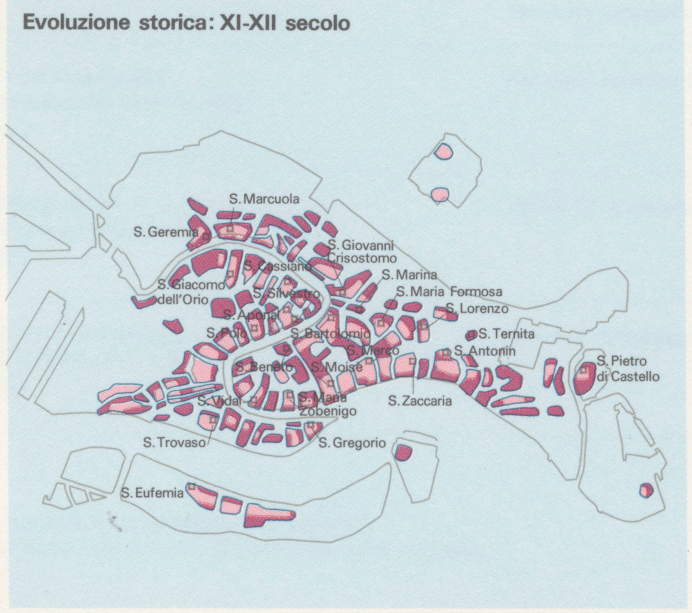
Karte der Inseln Venedigs im 11./12. Jahrhundert

Des Weiteren schloss der Doge einen Vertrag mit einem der Kreuzfahrerstaaten, dem Fürsten von Antiochia, der Handelserleichterungen vorsah. Auch König Friedrich Barbarossa erkannte im Dezember 1154 gegenüber den Unterhändlern Venedigs – dem Dogensohn Domenico, Vitale Faliero und Giovanni Bonaldo – die Privilegien Venedigs an.
Anscheinend wurde unter Domenico Morosini die sogenannte Promissione ducale eingeführt, eine beeidete Reihe von Pflichten und Machtbeschränkungen, die später auch schriftlich festgehalten wurde, und die im Laufe der folgenden Jahrhunderte erheblich an Umfang zunahm. Dies gilt nach der 1143 erfolgten Einsetzung von beratenden Sapientes und des Verbots der Erblichkeit als ein weiterer Schritt, die Macht des Dogen einzuschränken und die Bildung einer Dynastie zu verhindern.
Nachdem 1149 große Teile der Gemeinde S. Maria Mater Domini einem Stadtbrand zum Opfer gefallen waren, wurde dieser Stadtteil wieder aufgebaut. Auch entstand auf Murano die Kirche S. Mattia durch die Familie Corner, und durch die Gussoni die Kirche S. Maria, später „dei Crociferi“ genannt. Daran angebaut entstand ein Hospital und eine Herberge für arme Frauen, die ihren Ehemann oder Sohn als einzigen Ernährer im Dienste der Republik verloren hatten. Der Glockenturm von San Marco, begonnen 912, wurde bis zum heutigen Glockengeschoss ausgebaut.

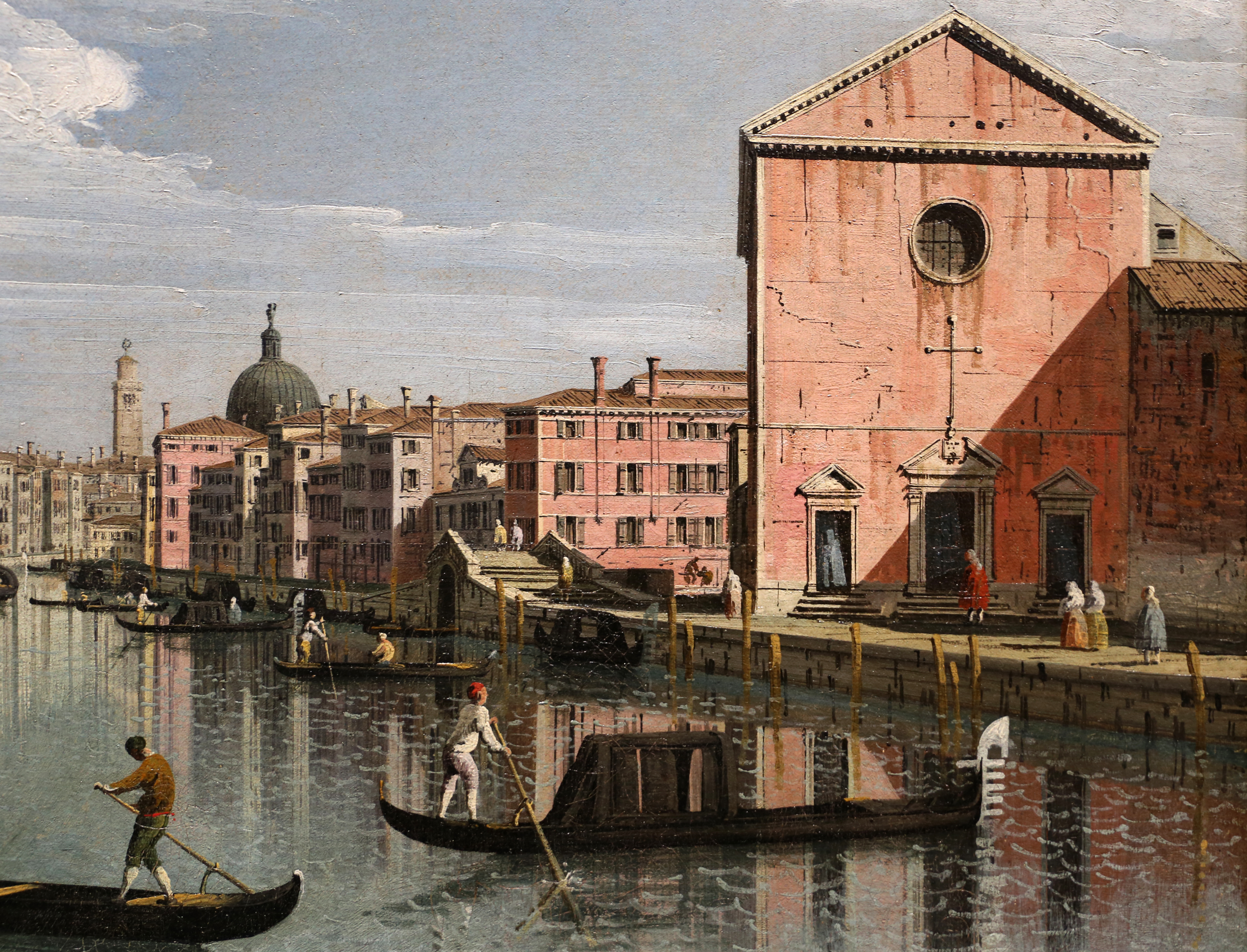
Die Kirche S. Croce im gleichnamigen Sestiere um 1740, Bernardo Bellotto, National Gallery, London. Die Kirche am Canal Grande wurde unter Napoleon entweiht und nach verschiedenen Nutzungen später abgerissen.

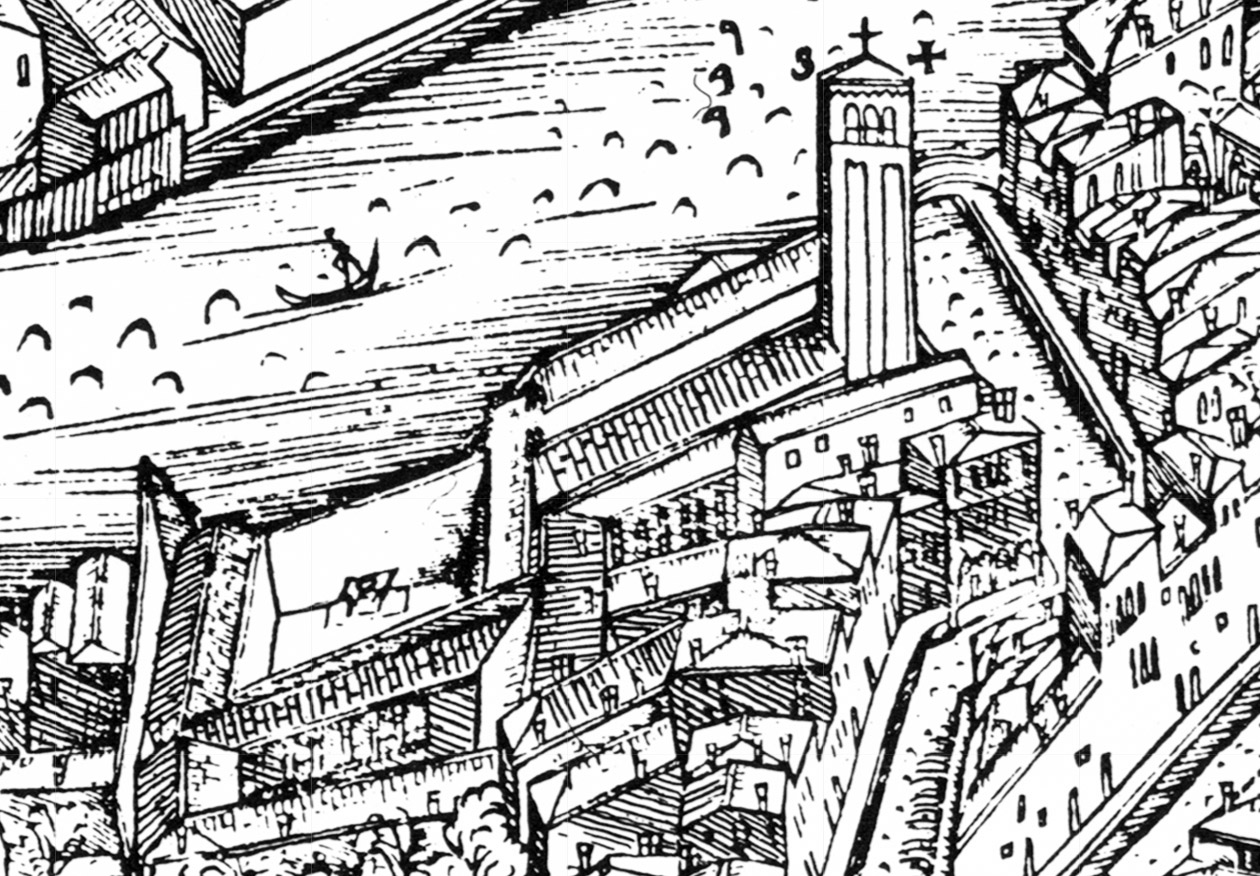
Die gleiche Kirche um 1500 im Plan Venedigs des Jacopo de’ Barbari

Domenico Morosini starb im Februar 1156 und wurde in der Kirche Santa Croce in Luprio beerdigt, einer Kirche im Sestiere Santa Croce, die heute nicht mehr existiert. Diese wurde 1810, wie so viele Kirchen, durch ein Dekret Napoleons aufgehoben und später zerstört. Erhalten ist allerdings der Text der Grabinschrift, die an die Belagerung von Tyros erinnert, die Unterwerfung Polas, den Friedensschluss zwischen Dandolo und Polani sowie den mit dem König von Sizilien, dann die Zwietracht durch den Kaiser von Byzanz, die Erneuerung der Privilegien durch Barbarossa. Ein Bleisiegel des Dogen erinnert an den Morosini als dux Venetiae, Dalmatiae et Croatiae.

## Rezeption

### Ab dem Spätmittelalter
Die Cronica di Venexia detta di Enrico Dandolo aus dem späten 14. Jahrhundert, die älteste volkssprachliche Chronik Venedigs, stellt die Vorgänge ebenso wie die wenig ältere Chronik des Andrea Dandolo auf einer in dieser Zeit längst geläufigen, weitgehend von den Dogen beherrschten Ebene dar – sie bilden sogar das zeitliche Gerüst für die gesamte Chronik. Nach dieser Chronik wurde „Domenego Moresin“ durch die „gentili et povollo de Venesia“ auf den Dogenstuhl gebracht. Gleich zu Anfang seiner Regierung wurde Roger II. von Sizilien besiegt. Eine Flotte von sechs gut ausgerüsteten und geführten Galeeren habe eine Piratenflotte von zehn Galeeren aus Ancona gekapert, die von einem „Guiscardo“ geführt worden sei. Dieser wurde ohne Zögern hingerichtet („impicado sença alcun tardamento“). Unter dem Kommando des Dogensohnes „Moresin Moresin“ und von „Marin Gradenigo“ bekämpfte eine weitere Flotte Piraten und erzwang in Dalmatien die Anerkennung jährlicher Tribute durch die dortigen Städte. Als Roger starb, zog „l'imperador Octon de Allemagna“ – gemeint ist Otto IV. – nach „Lombardia et passò in Pulglia et de fino in Cecillia“, er zog also von der Lombardei nach Apulien und Sizilien, wo er überall die Herrschaft an sich zog. Nun griffen die von „Agolea et de Friul“ venezianisches Gebiet an, ebenso wie „quelli de Lonbardia“; erstere griffen Grado an, letztere „Cavargere“ (Cavarzere). Der Doge führte persönlich eine Armee zur Verteidigung von Cavarzere, mit großer Streitmacht wurden auch die Truppen des Patriarchen von Aquileia und die Friulaner besiegt. Schließlich erwähnt der Verfasser noch einen Vertrag („triegua“) „cum l'imperador Manuel de Gretia“ und den Tod des „imperador Octo de Alemagna“, dessen Nachfolger „Ferigo Barbaroxa“ „tancta disccordia cum la Ecclesia de Roma“ haben werde. Nach achtjähriger Herrschaft, so der Chronist, erkrankte der Doge, starb und wurde im „monesterio de Sancta Croxe honorevolmente“, also ‚ehrenvoll‘, beigesetzt.

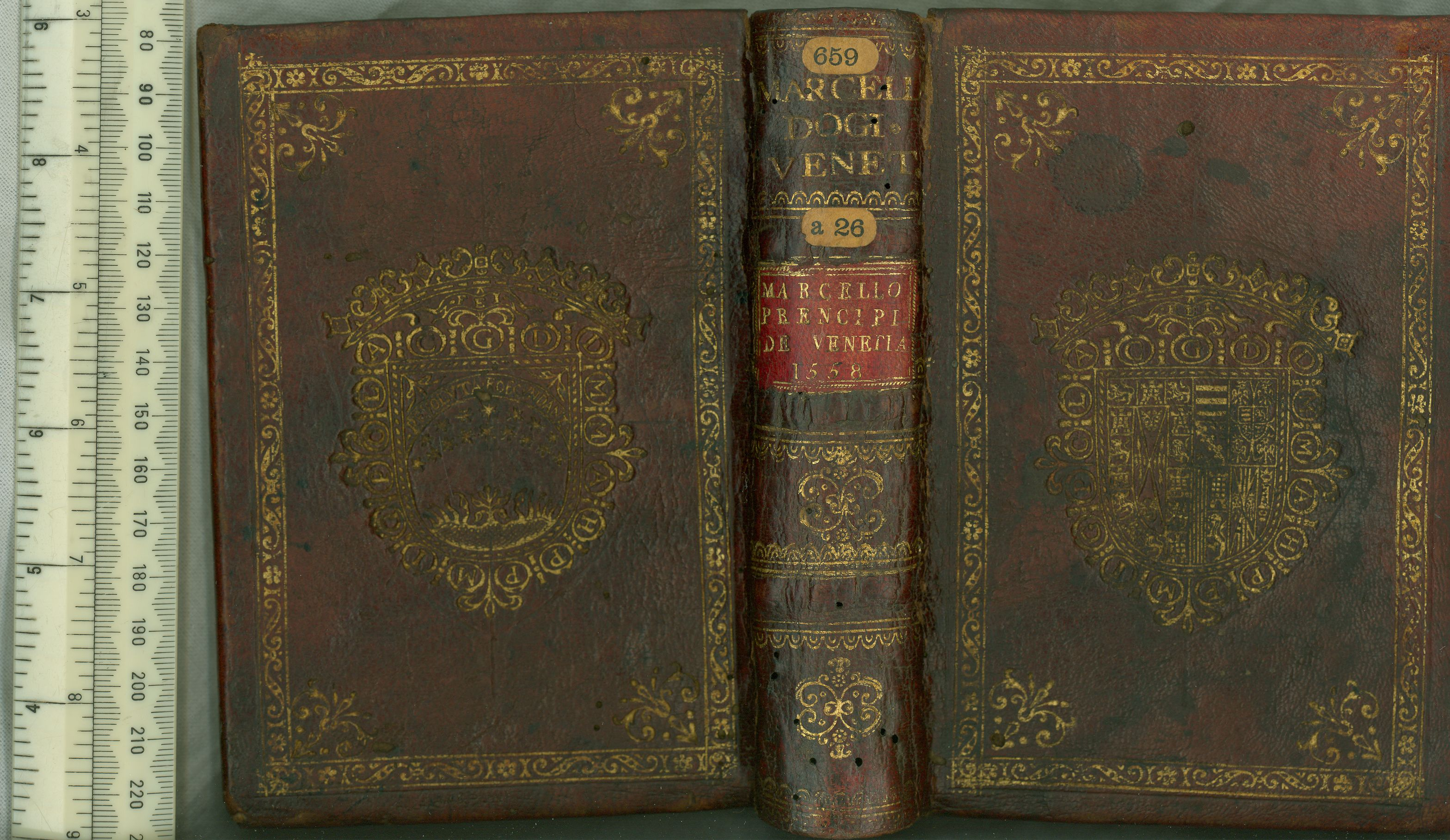
Umschlag einer Ausgabe der Vite de'prencipi di Vinegia des Pietro Marcello

Pietro Marcello meinte 1502 in seinem später ins Volgare unter dem Titel Vite de'prencipi di Vinegia übersetzten Werk, „Domenico Moresini Doge XXXVI.“ „hebbe poi il Prencipato“, er habe das Dogenamt gehabt, ohne überhaupt zu erwähnen, wie er zu diesem Amt gekommen war. Allerdings erwähnt er die Kaperung von (diesmal) fünf Schiffen aus Ancona, die auf dem Meer geraubt hätten. „Guiscardo“, ihr „Capitan“, „fu impiccato per la gola“. Unmittelbar anschließend behauptet Marcello, dass der Bau des Glockenturms von San Marco begonnen worden sei, um sich daraufhin „Marin Gradenico“, dem Sohn des Dogen, zuzuwenden. Dieser fuhr mit „XL. navi“, ‚vierzig Schiffen‘, gegen Pola und „altri habitadori d'Istria“, die gleichfalls auf Raub gegangen waren. Dann wurde Pola belagert, woraufhin die Stadt Frieden erbat. Gegen jährlich 2000 „libre d'olio“ für die Markuskirche wurde ihnen dieser auch zugestanden. Parenzo hingegen musste nunmehr bei jedem Krieg, den der Doge zu führen gedachte, Hilfe leisten. Die „Nonesi“ mussten gleichfalls „certo tributo d'olio“, also einen gewissen Öltribut abliefern, und sie mussten darüber hinaus Hilfe leisten. Außerdem, so Marcello, hätten sich die Anconitaner mit Venedig verbündet, ebenso sei Frieden mit Wilhelm von Sizilien geschlossen worden, der den in seinem Reich handelnden Venezianern viele „esentioni“ einräumte, sie also von Abgaben befreite. Außerdem sei das „monistero della Madonna, dove stanno i Crocechieri“, von der Familie der Gussoni befestigt worden. Ebenso „edificata“ wurde die Kirche San Matteo Apostolo. Der Doge starb im achten Jahr seiner Herrschaft, ergänzt Marcello lakonisch.
Nach der Chronik des Gian Giacomo Caroldo, die er 1532 abschloss, wurde Domenico Morosini „pubblicato Duce nel MCXLVIIJ“. Auch Caroldo nimmt an, dass in seiner Herrschaftszeit der Glockenturm von San Marco errichtet worden sei. Er habe schon bei der Eroberung von Tyros höchstes Lob erhalten: „per haversi portato valorosamente, conseguì somma lode“. Im Oktober seines zweiten Herrschaftsjahres begann ein großer Stadtbrand in der Gemeinde Santa Maria Mater Domini, wobei 13 Gemeinden bis „San Raphael“ niederbrannten. Um den Streit mit Enrico Dandolo, dem Patriarchen von Grado, beizulegen, sollten eine „figliuola di Messer Raynier Polani Conte d’Arbe in Messer Andrea Dandolo nepote del Patriarcha“ verheiratet werden, also eine Tochter des Renier Polani, Grafen von Arbe, und Andrea Dandolo, dem Neffen des Enrico. Die Schäden an den Besitztümern des Dandolo wurden auf Kosten der Staatskasse ausgeglichen („del dinaro publico reintegrati“). Papst Eugen III. habe dies unterstützt, da er Frieden zwischen den Christen wünschte, um die „espeditione contro Infideli“ vorbereiten zu können, den Kampf gegen die ‚Ungläubigen‘. Weil die Bewohner Istriens den venezianischen Händlern große Schwierigkeiten („inconvenienti“) bereiteten, wurden 50 Galeeren aufgelegt, um unter Führung seines Sohnes „Dominico Moresini“ (hier irrt der Autor) und „Marin Gradenigo“ zunächst Pola belagerte. Zunächst, so Caroldo, habe sich die Stadt wehren wollen, doch nach einem ersten Angriff habe sie um „perdono“ gebeten. Dieser wurde gegen die besagten Öltribute gewährt, ebenso wie den Städten „Parenzo, Città Nova et Rovigno“, die Treue schwören mussten. Damit seien die Städte der „obidienza“ Venedigs unterstellt worden, die Flotte sei ruhmreich zurückgekehrt. Der Sohn des Dogen wurde von den „Popoli Istriani“ zum „Conte di Zara“ berufen. Zusammen mit „Vital Falier et Gioanni Bonaldo suoi Ambassatori“ wurde er von seinem Vater als Gesandter zu Friedrich Barbarossa geschickt. Bei diesem erreichten sie die gewohnte Bestätigung ihrer Privilegien und ihrer gewohnten „essentioni“. Mit den Anconitanern waren die Venezianer „confederati et in amor uniti“, ‚verbündet und in Liebe vereint‘, so dass zwischen ihnen kein Unterschied war. Mit Wilhelm kam man zu dem Abkommen, dass nördlich von Ragusa keinerlei Angriffe mehr stattfinden sollten, während die Venezianer in seinem Reich viele „immunità“ erhielten. Schließlich erwähnt Caroldo noch einige für die Stadt sehr nützliche „constitutioni de Vadimonij e testimonij“, die der Doge mit größter Sorgfalt erlassen habe. Auch Caroldo erwähnt „Chiesa et Hospital di Santa Maria“, die von der Familie „Gussona“ der Kongregation der „Cruciferi“ übergeben wurde, zusammen mit „terreni et acque contigue“. Von Bonhaver Gussoni wurde das Haus mit angemessenen Einkünften ausgestattet. Lunardo Cornaro überantwortete im Jahr 1155 Gott und dem „Reverendo Henrico Patriarcha un fondo“, Grund und Boden also, auf dem die Umwohnenden („circonvicini“) „San Mattio Apostolo“ errichteten. Der Doge verstarb laut Caroldo nach sieben Jahren und sieben Monaten im Februar und wurde in Santa Croce beigesetzt.
Der Frankfurter Jurist Heinrich Kellner, der im neuen Dogen den „sechs und dreissigste[n] Hertzog“ sah, nennt in seiner 1574 erschienenen Chronica das ist Warhaffte eigentliche vnd kurtze Beschreibung, aller Hertzogen zu Venedig Leben als Jahr der Amtserhebung das Jahr 1148, fügt aber in einer Marginalie ein: „* Petrus Justi: setzet 1147 aber meins bedenkens unrecht.“ Bei ihm wurden die fünf anconitanischen Seeräuberschiffe „erobert und genommen / auch ir Hauptmann Guiscard gefangen und gehenckt“. Auch wurde „das wunderbarlich unnd schön Werck deß Glockenthurns auff S. Marx Platz“ begonnen, „so noch stehet“. Bei Kellner fuhren 40 Schiffe gegen Pola „unnd die andern Istrianer oder Schlavonier“. Pola erhielt auf Bitten eine Friedenszusage, aber nur gegen Tribut in Höhe von „zwey tausend Pfundt/das ist zwantzig Centner Oele“ für San Marco. Die sonstigen Bestimmungen waren diejenigen, die bereits Caroldo aufgeführt hatte. Auch nennt Kellner den „Bundt“ der Anconitaner mit Venedig und die Abmachungen mit „Wilhelm/König von Sizilien“. „Das Kloster zu unser lieben Frauwen / da die Creutzherrn innen sind/haben die Gussoni(welchs ein Geschlecht zu Venedig)die Zeit gebawt. Zu der zeit ist auch die Kirchen zu Sanct Matthes gestifft worden.“ Nach Kellner starb Morosini „im achten jar seines Herzogthumbs“.

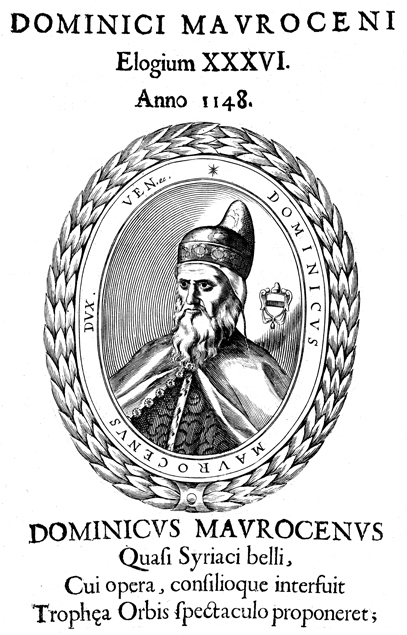
Leone Matina: Phantasieporträt des Dogen in der wohl ersten gedruckten Porträtserie aller bis dahin anerkannten Dogen, dem Ducalis regiae lararium von 1659

In der Übersetzung von Alessandro Maria Vianolis Historia Veneta, die 1686 in Nürnberg unter dem Titel Der Venetianischen Hertzogen Leben / Regierung, und Absterben / Von dem Ersten Paulutio Anafesto an / biss auf den itzt-regierenden Marcum Antonium Justiniani erschien, zählt der Autor, abweichend von Pietro Marcello, „Dominicus Morosinus, Der 37. Hertzog“. Dieser habe zwar den Frieden gesucht, doch gelegentlich zu den Waffen gegriffen, um selbigen zu erhalten. „Diese kluge Staats-Maxim“ veranlasste den Dogen, „etliche Galeeren“ unter dem Kommando seines Sohnes „Marco Morosini“ gegen die besagten Anconitaner auszuschicken. Den gefangenen „Capitain“ der „fünff Galeeren“ „Namens Puiscard“ ließ dieser „aufhängen / welches seine Victori um so viel desto vollkommener und grösser gemacht“ (S. 216). Auf Istrien sah der Verfasser „eine offentliche Rebellion“; „nachdem er [der Dogensohn] sich zuvor zu Marin Gradenigo geschlagen“, schlug man mit 50 Galeeren los. Kaum hatten die Istrier „das Blincken der venetianischen Säbel gewahr werden können / als sie schon allbereits ihren Hochmuth wiederum hatten fallen lassen“. Aus der „Aufrührerin“ Pola wurde eine „demüthige Supplicantin“, auch Parenzo unterwarf sich. Auch hier erscheinen die „2000. Pfund Oels“, die jährlich „zu dem Gottesdienst in S. Marxen-Kirchen solte angewendet werden“. Der Stadtbrand, der bei S. Maria Mater Domini entstanden war, raffte hinweg, „was von mehr als hundert Jahren daselbsten mit grossen Unkosten ist aufgeführet worden“. – Auf den „Sicilianische[n] König“ „Rogier“, der starb, folgte sein Sohn „Wilhelmus“, mit dem ein Friedensschluss zustande kam, „der wegen der Handlung in Sicilien den Venetianern viel Nutzen geschafft“. Auch das „Closter Unser lieben Frauen“ und die „Kirch des heiligen Apostels Matthaei“ sowie den Glockenturm von San Marco, der „zu Ende geführet worden“, erwähnt Vianoli. „Dieser Hertzog stunde dem Fürstenthum sieben biß in das achte Jahr vor“. Sein Nachfolger wurde 1156 „auf den Thron … erhoben“.
1687 genügten Jacob von Sandrart in seinem Opus Kurtze und vermehrte Beschreibung Von Dem Ursprung / Aufnehmen / Gebiete / und Regierung der Weltberühmten Republick Venedig elf Zeilen, um über „Dominicus Maurocenus oder Morosini“ zu berichten, der acht Jahre geherrscht habe. Im zweiten Satz seiner Darlegung erwähnt er knapp, der Doge habe, „den schönen Thurn an der Kirche S. Marci erbauet“, er habe die „Histrier so abtrünnig worden / wieder zum Gehorsam gebracht“, „die Anconitaner zu einem Verbündniß vermocht“ und sich mit „dem Sicilischen Könige Guilielmo in Bündniß eingelassen“. Insgesamt sei seine Regierung „den Kauffleuten zu einem guten Vortheil ausgeschlagen“.

### Nachwirken der venezianischen historiographischen Tradition, moderne Geschichtsschreibung

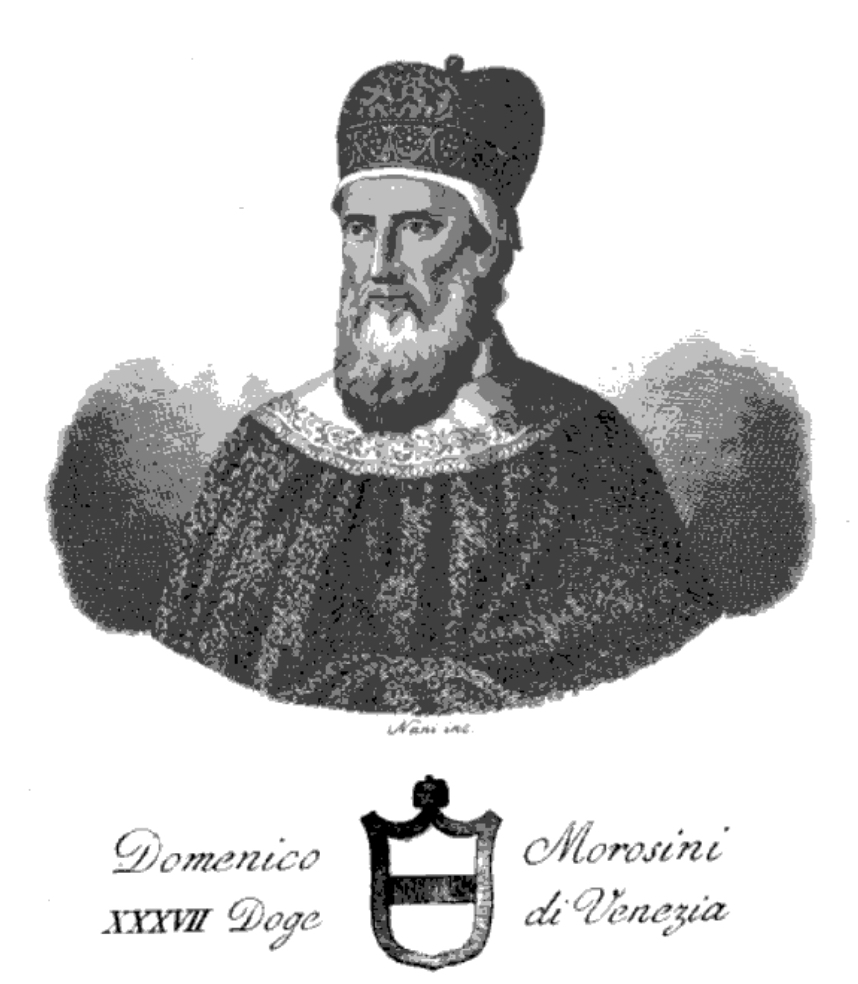
Phantasiedarstellung des Dogen, entstanden vor 1834, Antonio Nani: Serie dei Dogi di Venezia intagliati in rame da Antonio Nani. Giuntevi alcuni notizie biografiche estese da diversi, Bd. 1, Merlo, Venedig 1840, o. S. (Google Books)

Johann Friedrich LeBret veröffentlichte 1769 bis 1777 seine vierbändige Staatsgeschichte der Republik Venedig, worin er im 1769 erschienenen ersten Band konstatiert, „die Stände der Nation“ hätten „Dominicus Morosini“ gewählt. Zu dieser Zeit stand die Flotte noch vor Korfu, wie es sein Vorgänger beschlossen hatte. Korfu wurde erobert, „die Besatzung niedergesäbelt, und ein erbärmliches Blutbad angerichtet.“ Die Insel wurde Kaiser Manuel übergeben, denn „Venedig war noch nicht so kühn, diese Insel seiner Herrschaft zuzueignen.“ Nach der Beratung in Valona richtete die Flotte ihren Angriff auf Sizilien, wo, so LeBret, sich zeigte, „daß man in den Kriegen des Herrn Grausamkeit gelernet, und das Morden und Brennen für rühmlich gehalten hatte, wenn es nur dem Herrn zur Ehre geschehe.“ Als Roger zurückkehrte, kehrten auch die verbündeten Flotten heim, wo die Venezianer angeblich erst vom Tod des Dogen Pietro Polani erfuhren. Weil Roger die venezianischen Seidenweber nach Sizilien verschleppt hatte, sahen die Venezianer „den Krieg mit dem Rogerius vielmehr als einen Handlungskrieg an … damit sie alle Producte der Morgenländer allein vertrieben“. Kaiser Manuel sah die Venezianer nie „als Bundesgenossen, sondern als seine Unterthanen an“, die Venezianer sahen in ihm keinen Freund. Doch „Morosini hatte eine ziemlich ruhige Regierung“. Nur knapp nennt er Stadtbrände, dazu deren Gegengewicht, den Bau des besagten Glockenturms. Seinen Sohn Dominicus Morosini und Marinus Gradenigo schickte er mit 50 Schiffen gegen die istrischen Städte, „welche wider den Eid der Treue sich erfrecht hätten, die venetianische Flagge zu beschimpfen“. Das bedrohliche Auftreten und die beginnende Belagerung veranlassten die Bewohner, „um Nachsicht und Verzeihung zu bitten“. Man „verbot ihnen aufs schärfste, keine Fahrzeuge mehr in die See stechen zu lassen, als wenn es die Vertheidigung von Venedig erforderte“. Die besagte jährliche Ölabgabe für die Beleuchtung von San Marco mussten sie jedoch „zum Beweise ihrer gänzlichen Unterwürfigkeit unter die Republik“ liefern. Die Einwohner von „Rubinum“ kamen den beiden Flottenführern entgegen, sie schworen den Treueid, wollten alle Venezianer in ihrer Stadt zollfrei lassen und versprachen, „zum Baue der heiligen Markuskirche fünf römische Pfunde zu zahlen“. Parenzo unterwarf sich gleichfalls, versprach 25 Pfund Öl für die Beleuchtung der Markuskirche sowie jährlich 20 Widder. Außerdem wollten sie allen Venezianern Handels- und Zollfreiheit einräumen, „und wenn der Fürst eine Flotte auslaufen ließe, bis auf die Höhe von Zara und Ankona ihre Schiffe zu schicken, und zur Sicherheit des Meerbusens das Ihrige beyzutragen.“ Emona, ebenfalls unterworfen, sollte 40 Pfund Öl liefern, Umago zwei, „und ganz Istrien schien nunmehr aufs neue in der Treue gegen Venedig befestigt zu seyn.“ Ancona, das sich Hilfe erhoffte, verbündete sich mit Venedig. „Morosini hörete niemals auf, für das Wohl seines Vaterlandes zu wachen. Niemand aber schien dasselbe mehr zu bedrohen, als der listige Kaiser Immanuel“ (S. 319). Auch König Wilhelm habe sich „um die Freundschaft der Venetianer“ beworben. Er versprach keinerlei weitere Beunruhigung mehr nördlich von Ragusa, „nur nehme er davon diejenigen aus, welche Ladungen zum Nutzen des griechischen Kaisers an Borde hätten“, auch behielt er sich vor, sich an den byzantinischen Städten zu rächen. „Dies war die erste Gelegenheit, da die Venetianer … ihren heimlichen Groll wider den Immanuel, wiewohl auch unter der düstern Decke geheimer Verhandlungen zeigeten.“ Während Zara treu blieb, hatte Ungarn „Trau, Sebenigo und Spalatro und andere Oerter besetzet“. Venedig gewann den Papst, der diese Eingriffe „der Hungarn für ungerecht erklärete, und damit begnügeten sie sich.“ Zara erklärten sie zum Erhalt der Treue zur Hauptstadt, Dominicus Morosini gab ihr die Ehre, bis 1180 ihr Graf zu sein. Er erreichte bei Friedrich Barbarossa die Bestätigung der alten Verträge. Wie der Verfasser bemerkt, wurden fortan immer drei Gesandte an den Hof geschickt, um die dortige Stimmung zu ergründen, dem neuen König Glück zu wünschen und die Verträge zu verlängern. Bei anderen Königen, auf die diese Sitte ausgeweitet wurde, variierte allerdings die Zahl der Gesandten. Venedig wuchs, „die Gerechtigkeit wurde nach der größten Strenge gehandhabet; die öffentlichen Einkünfte vermehreten sich, die Handlung war blühend, und diese Vortheile zeichnen die Regierung des Morosini, als glückliche Jahre aus.“ Er regierte 7 Jahre und 7 Monate „und starb im Hornunge des Jahres 1156“.

Die Säle im Dogenpalast nach Francesco Zanotto: Il Palazzo Ducale di Venezia illustrato da Francesco Zanotto, con incisioni, Venedig 1841 (R = Sala dello Scrutinio)

In seinem Il Palazzo ducale di Venezia von 1861 glaubt Francesco Zanotto, der neue Doge sei durch „consentimento generale della nazione“ ‚auf den Thron berufen‘ worden. Dies sei geschehen, weil er sich so große Verdienste bei der Eroberung von Tyros und beim Kampf gegen Roger von Sizilien erworben habe. Im Land dieses feindlichen Königs, so der Autor, hätten die Venezianer große Verwüstungen angerichtet, sie ließen dabei keinen „eccesso“ aus, zu dem der Mensch in der Lage sei. Dieser Sieg sei in der Sala dello Scrutinio im Dogenpalast durch den Maler Marco Vecellio verewigt worden. Nach „Sanudo“ fand 1149 ein Brand statt, der von Santa Maria Mater Domini ausgehend 13 Contrade vernichtete. Das Feuer reichte bis S. Angelo Raffaele im Westen von Dorsoduro. Dabei merkt Zanotto an, Sanudo habe sich häufig geirrt, da er ein und dasselbe Ereignis immer wieder verschiedenen Epochen zuwies, so auch in diesem Fall, wo er diesen Stadtbrand zugleich für die Zeit des Ordelaffo Falier schildere (gemeint ist der Stadtbrand von 1106). – In das dritte Jahr Morosinis datiert Zanotto den Kampf mit den Städten Istriens. Um deren „fellonia“ (‚Verrat‘) zu unterdrücken, und um deren Piraterie zu bekämpfen, führte der Dogensohn „Domenico Morosini“ zusammen mit Marin Gradenigo eine Flotte von 50 Galeeren („galee“) gegen Pola, das sich unterwarf und zu den alten Verträgen zurückkehrte, allerdings unter viel schwerer wiegenden Tributen. Ohne die Ölmenge zu nennen, die die Städte für San Marco jährlich nunmehr abzugeben hatten, nennt der Autor Rovigno, Parenzo, Cittanuova und Umago, denen weitere Lasten auferlegt wurden, die er allerdings nicht nennt. Ähnlich erging es den anderen Störern des ‚freien Handels‘, den Anconitanern, deren Flottenführer „Guiscardo Brancafiamma“ „venne impeso subitamente“, er wurde also sofort hingerichtet. Danach bat Ancona um Frieden, so Zanotto, der der Stadt auch zugestanden wurde. – Danach kam es zu neuen Auseinandersetzungen zwischen den Dandolo und Badoer auf der einen Seite und den Polani auf der anderen. Auch bei Zanotto, der explizit Andrea Dandolo folgt, löste das besagte Heiratsprojekt zwischen einer namentlich nicht genannten Tochter des „Rainiero Polani“, Sohn des verstorbenen Dogen, und Andrea Dandolo, „nipote“ des Enrico, Patriarchen von Grado, den Streit. Erst jetzt kehrte Patriarch Enrico Dandolo mit seinen Parteigängern nach Venedig zurück. Die Erfolge des Dogensohns brachten ihm das Amt eines „conte di Zara“ ein. Doch es sei nur wenig Zeit vergangen, bis die Ungarn wieder Spalato, Trau und Sebenico zurückeroberten und Venedig nur Zara und die Inseln blieben. Das Bistum Zara wurde auf Ersuchen Venedigs von Papst Anastasius IV. zum Erzbistum erhoben, dem ganz Dalmatien unterstehen sollte; später sei es dem Patriarchen von Grado unterstellt worden, der wiederum später zum Patriarchen von Venedig wurde. Mit Wilhelm, dem Nachfolger Rogers von Sizilien, schloss der Doge einen für Venedigs Handel überaus vorteilhaften Vertrag, „a condizioni utilissime al veneto commercio“. Ähnlich vorteilhaft sei der Vertrag mit dem „principe“ von Antiochia gewesen, der den Venezianern eigene Lager- und Wohnhäuser („fondachi“) und einen eigenen Gerichtshof („curia“) einbrachte, um über ihre Angelegenheiten Recht zu sprechen. Als Barbarossa 1154 nach Italien kam, erreichte der Dogensohn nebst Vitale Faliero und Giovanni Bonaldo die ‚Bestätigung der alten Verträge‘. Nach innen wirkte der Doge insofern, als neue Gesetze erlassen wurden, wie etwa zu den Zeugenaussagen („testimonianze“) oder der Mitgiften, die auf „lire cinquanta di moneta veneziana“ begrenzt worden seien. Auch sollte der Glockenturm bis zur „cella campanaria“ erhöht werden. Der 1155 gestorbene Doge wurde in einem Säulenbogen in der Kirche S. Croce di Luprio beerdigt, wo noch Sanudo sein Epitaph vorfand. Beim Umbau der Kirche wurde dieses zwar zerstört, jedoch könne dies im überaus lobenswerten Werk des „cav. Cicogna“ nachgelesen werden. Gemeint ist hier Emmanuele Antonio Cicogna. Unter den neuen Werken, mit denen sich die Stadt unter dem Dogen schmückte, war die Kirche S. Maria dei Crociferi, neben der ein Haus für arme Frauen errichtet wurde, die ihren Ehemann oder einzigen Sohn als Stütze der Familie verloren hatten. Der Errichtung der Kirche San Matteo zu dieser Zeit widerspricht Zanotto in einer Fußnote. Diese Kirche sei weder zu dieser Zeit, noch durch diese Familie errichtet worden. In einer anderen Fußnote widerspricht er, ebenfalls gestützt auf Cicognas Inscrizioni veneziane, der Namensversion „Morosino Morosini“ für den Sohn des Dogen, der gleichfalls „Domenico“ geheißen habe. Seine ansonsten nicht bekannte Ehefrau Sofia erscheine nur, weil sie an derselben Stelle beigesetzt wurde, wie der Doge (Fußnote 1, in der er sich über die absurden Herleitungen von Verwandtschaftsverhältnissen durch die venezianischen Genealogen lustig macht).
Weniger erzieherisch-moralisierend deutete Samuele Romanin die Quellen. Zudem bemühte er sich sehr viel mehr, die Hinweise auf das Leben des Dogen in den weiteren historischen Zusammenhang einzuordnen, wie er im 1854 erschienenen zweiten der zehn Bände seiner Storia documentata di Venezia zeigte. Er behauptet, der neue Doge sei nach dem Tod Polanis ‚eilig‘ („prestamente“) im Amt gefolgt. Auch bestätigt er, dass die Byzantiner die Venezianer im Stich ließen, aber auch, dass diese sich über den Kaiser lustig machten, ihn verspotteten und in ein Handgemenge mit den Griechen gerieten, das den ganzen Hass offenbar gemacht habe. Auch zerstörten sie die Insel Korfu. Gemeinsam attackierten sie dennoch die zurückkehrende Normannenflotte und erbeuteten dabei 19 Galeeren. König Roger zog sich auf seine Insel zurück, wo er wenige Tage später starb. Erst mit seinem Sohn und Nachfolger Wilhelm gelang der Abschluss eines Friedens, der die untere Adria den Normannen überließ. Venedigs Händler sollten unbehelligt bleiben (S. 64). Nach Romanin waren die Städte Dalmatiens zu Piratennestern („nido di corsari“) geworden und hielten sich nicht mehr an ihre Verträge. Die Bewohner unterwarfen sich einer Flotte unter dem Kommando des Dogensohnes Domenico Morosini und des Marino Gradenigo, nachdem sie eingesehen hätten, dass weiterer Widerstand zwecklos wäre. Sie mussten sich bereit erklären, den venezianischen Handel nicht zu belasten, die Piraten zu jagen, Schiffe zu stellen und Öl für San Marco bereitzuhalten. Mit Piratenschiffen aus Ancona verfuhr man ebenso. Sie seien, so Romanin, von einer Flotte unter einem anderen Sohn des Dogen namens Morosino Morosini angegriffen und vernichtet worden. Domenico wurde zum „Conte di Zara“ erhoben. 1154 wurde der Bischof von Zara vom Papst zum Metropoliten über die nicht zu Ungarn gehörenden Städte Dalmatiens, drei Jahre später über alle Städte der Region erhoben (S. 65). Im Zusammenhang mit den Ambitionen Barbarossas schildert der Autor ausführlich die Sonderentwicklung, die die italienischen Kommunen genommen hatten, die ihre „libertà“ gegen die nordalpinen Herrschaftsvorstellungen zu verteidigen gedachten, ebenso wie sich das Papsttum im Investiturstreit gewandelt hatte. Friedrich wollte in Italien, so Romanin, zwei Kronen gewinnen, die anmaßenden Städte ‚zurechtstutzen‘ („abbassare“), eine ‚ephemere römische Republik‘ ‚niederschlagen‘ („abbattere“) und die Macht Siziliens ‚eindämmen‘ („contenere“) (S. 67 f.). Bei dieser Gelegenheit hätschelte Friedrich Genua und gewährte den drei Gesandten Venedigs, nämlich Domenico Morosini, dem besagten Dogensohn, sowie „Vital Faliero e Giovanni Bonaldo“, die Bestätigung der alten Verträge. Die Kaiserkrönung in Rom erfolgte nach der Zerschlagung der Republik und dem Tod des Arnold von Brescia, am 18. Juni 1155. Schließlich erwähnt Romanin noch knapp die Abmachungen mit Antiochia, dazu einige „leggi civili“, die die „testimonianze“ und „doti“ betrafen. Bei der Sammlung dieser Gesetze, die nun begann, beruft er sich auf Dandolo, den er zitiert, der gemeint hätte, diese wären fortan in den Statuten dauerhaft aufbewahrt worden (S. 69, Anm. 3).
In vielerlei Hinsicht anders argumentiert Heinrich Kretschmayr 1905 im ersten Band seiner dreibändigen Geschichte von Venedig. Nach ihm regierte Domenico Morosini vielleicht vom Sommer 1148 bis Februar 1156. Nur knapp erwähnt er den Zug gegen die istrischen und dalmatischen Städte, der ausdrücklich einmal „inclitus dominator totius Istriae“ genannt werde. Am 2. April 1153 beschworen Bischof und Volk von Pola den neuen Vertrag, den, so Kretschmayr, „ausserdem fünfzehn Nachbargemeinden“ beeiden mussten. „Seit den Regierungen Pietro Polanis und Domenico Morosinis begegnen nun nicht mehr Einheimische, sondern Venezianer – häufig Dogensöhne – als Comites der genannten Städte und Inseln“. „Domenico Morosini, der Sohn des Dogen und Überwinder der Seeräuber von Pola, ist mindestens 1156 Comes von Zara. Nur in Veglia habe sich ein offenbar durchaus loyales einheimisches Erbgeschlecht in solcher Stellung behauptet. Das hergebrachte Recht der eingeborenen Bevölkerung, den Comes zu wählen, blieb unangetastet, wurde aber durch das Bestätigungsrecht der venezianischen Regierung, durch die Verleihung der Comeswürde auf Lebenszeit und überdies durch den von Venedig ausgeübten Druck zur leeren Formalität“. Diese „Anerkennung einer venezianischen Interessensphäre“ bestätige sich durch den Vertrag mit Wilhelm, der sich verpflichtete, „die Adria von Ragusa aufwärts nicht zu beunruhigen“. Der Verfasser nennt als Ursache für den Vertrag mit Ancona, dass Truppen Kaiser Manuels sich bis zum Winter 1151 dort aufhielten. Am 26. Juni 1152 schlossen Venedig und Ancona „eine Art Schutz- und Trutzvertrag“ (S. 240), den Romanin nicht erwähnt. Mit Wilhelm kam nach langen Verhandlungen, die auf normannischer Seite Ugo von San Giovanni in Palermo führte, zu einem Vertrag. Die Venezianer erhielten günstige Handelsbedingungen, diese wiederum lieferten das Gebiet südlich von Ragusa implizit den Normannen aus, während nördlich von Ragusa die Normannen keine Beunruhigung mehr verursachen sollten. Zur gleichen Zeit, am 22. Dezember 1154, ausgestellt vor Galliate bei Novara, bestätigte Friedrich I. das Kaiserpaktum. 1157 erschien eine venezianische Delegation auf dem Reichstag von Besançon, um dem Kaiser zu gratulieren. 1156 kam man auch mit Pisa gütlich überein. „Der Chronist Martino de Canale des 13. Jahrhunderts preist darum den Dogat Domenico Morosinis als eine Freudenzeit“. Selbst die Privilegierung der Genuesen in Konstantinopel, für die die Handelszölle von 10 auf 4 % vermindert wurden, konnte die Ruhe nicht stören, und auch als Manuel 1157 wieder Truppen nach Ancona verlegte, hielt der Frieden. Kretschmayr glaubt, Venedig habe diesen Frieden gebraucht, um sich nach innen zu konsolidieren. „So konnte es den inneren Konflikt mit seinem Klerus bereinigen, seine verfassungsmässige Entwickelung und Umbildung ruhiger ablaufen lassen, seine Handelsvorteile sorgsamer hüten, besonders seine adriatischen Interessen aufmerksam pflegen und in Dalmatien gegen den ungarischen Gegner einen Schlag von entscheidender Bedeutung führen. Es erlangte die Unterstellung der venezianischen Kirche Dalmatiens unter den Primat von Grado“ (S. 241).
Für John Julius Norwich, der in seiner 1977 erstmals erschienenen History of Venice eher die außenpolitisch sich zuspitzende Konstellation betrachtete, war die Herrschaft des Domenico Morosini, die sieben Jahre und sieben Monate umfasste, eher ein Präludium für die nachfolgenden Auseinandersetzungen zwischen Papst, Kaisern und Kommunen.

### Geschichtsschreibung
- Ester Pastorello (Hrsg.): Andrea Dandolo, Chronica per extensum descripta aa. 460-1280 d.C. (=Rerum Italicarum Scriptores XII,1), Nicola Zanichelli, Bologna 1938, S. 243–246. (Digitalisat, S. 242 f.)
- Roberto Cessi, Fanny Bennato (Hrsg.): Venetiarum historia vulgo Petro Iustiniano Iustiniani filio adiudicata, Venedig 1964, S. 111–114.
- Marino Sanudo: Le vite dei dogi, hgg. von Giovanni Monticolo, (= Rerum Italicarum Scriptores XXII,4). 2. Aufl., Città di Castello 1900, S. 228–256.
- Angela Caracciolo Aricò, Chiara Frison (Hrsg.): Giorgio Dolfin. Cronicha della nobil cità de Venetia et dela sua provintia et destretto. Origini-1458, Bd. I, Venedig 2007, S. 197–199.
- Roberto Pesce (Hrsg.): Cronica di Venexia detta di Enrico Dandolo. Origini–1362, Venedig 2010, S. 62 f.

### Urkunden, Verträge, Briefe, Siegel, Inschriften
- Luigi Lanfranchi (Hrsg.): S. Giorgio Maggiore, Bd. II: Documenti 982-1159, Venedig 1968, n. 224, S. 449–451.
- Antonio Stefano Minotto: Acta et diplomata e r. tabulario Veneto usque ad medium seculum XV summatim regesta, Bd. IV, Venedig 1885, S. 10.
- Marco Pozza, Giorgio Ravegnani (Hrsg.): I trattati con Bisanzio 992-1198, Venedig 1992, S. 59.
- Gino Luzzatto: I più antichi trattati tra Venezia e le città marchigiane (1141-1345). In: Nuovo Archivio veneto, n.s., XI (1906) 5–91, S. 7, 49 f.
- Paul Fridolin Kehr (Hrsg.): Regesta pontificum romanorum, VII, 2: Venetiae et Histria, Berlin 1925, n. 115, S. 62.
- Giovannina Majer: La bolla del doge Domenico Morosini 1148–1156, in: Archivio Veneto, ser. 5, LXV (1959) 1–10.
- Agostino Pertusi: Quedam regalia insignia. Ricerche sulle insegne del potere regale a Venezia durante il Medioevo, in: Studi Veneziani VII (1965) 3–123, hier: S. 23–26.
- Emmanuele Antonio Cicogna: Delle Inscrizioni Veneziane, Bd. 1, Giuseppe Orlandelli, 1824, S. 240 f. (Digitalisat)